# Бородінська селищна територіальна громада
Бородінська селищна територіальна громада — територіальна громада в Україні, у Болградському районі Одеської області. Адміністративний центр — селище Буджак (колишня назва — Бородіно). Незважаючи на перейменування адміністративного центру, територіальна громада не була перейменована, оскільки наразі відсутні правові підстави і механізми для перейменування територіальних громад.
Населення становить 15898 осіб.
19 липня 2020 року, в результаті адміністративно-територіальної реформи і ліквідації Тарутинського району, громада увійшла до складу новоутвореного Болградського району.
Утворена внаслідок адміністративно-територіальної реформи в Україні. У громаду увійшли 13 сільських та 1 селищна рада. Перші вибори відбулися 25 жовтня 2020 року.
15 липня 2025 року, відповідно до наказу №1151 Міністерства розвитку громад та територій України, територія громади входить до оновленого переліку територій бойових дій.  

## Склад громади
До складу громади входить одне селище — Буджак, а також 33 села:
- Благодатне
- Богданівка
- Булатівка
- Весела Долина
- Височанське
- Вознесенка Друга
- Володимирівка
- Ганнівка (Височанський старостинський округ)
- Ганнівка (Лісненський старостинський округ)
- Євгенівка
- Єлизаветівка (Богданівський старостинський округ)
- Єлизаветівка (Веселодолинський старостинський округ)
- Іванчанка
- Кролівка
- Ламбрівка
- Лісне
- Матильдівка
- Миколаївка
- Надрічне
- Новодолинське
- Новоселівка
- Новосілка
- Новоукраїнка
- Олексіївка
- Підгірне
- Перемога
- Петрівка
- Плачинда
- Рівне
- Роза
- Скриванівка
- Червоне
- Юріївка

## Географія
На території громади протікають річки: Арса, Кантемір, Сака, Чага.